# Alessandro Guagnini
Alessandro Guagnini (w Polsce znany jako Aleksander Gwagnin, ur. 1534 w Weronie, zm. 1614 w Krakowie) – polski historyk, żołnierz i dziejopis pochodzenia włoskiego.

## Życiorys

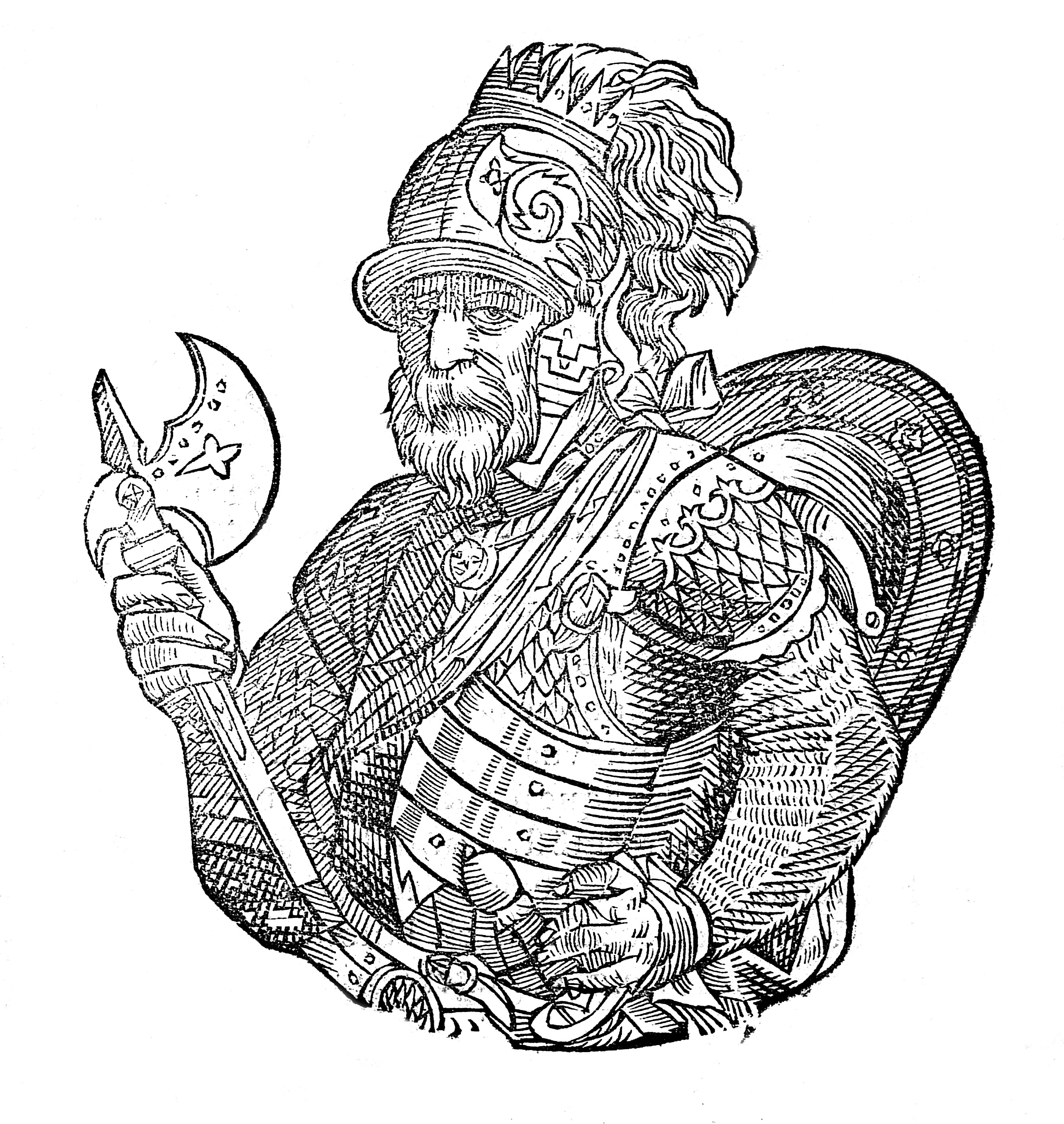
Sarmatiae Europeae descriptio, Spira, 1581

Urodził się we włoskiej zubożałej rodzinie szlacheckiej. Od 1561 uczestniczył w północnej wojnie siedmioletniej. Walczył również w polskim wojsku. W 1571 otrzymał indygenat polski z herbem własnym Gwagnin. Pod jego komendą służył Maciej Stryjkowski. Gwagnin jest autorem Sarmatiae Europeae descriptio z 1578 roku (Kronika sarmacji europejskiej przetłumaczona w 1611 przez Marcina Paszkowskiego). Praca ta stała się popularna w Europie; została wznowiona w 1581. 
Dzieło Sarmatiae Europeae descriptio, które zostało wydane pod nazwiskiem Guagniniego, Stryjkowski wymienił jako własne w napisanej przez siebie Kronice Polskiej, Litewskiej, Żmudzkiej.... Kwestia autorstwa pozostaje nie do końca wyjaśniona. Niektórzy badacze, jak Alojzy Sajkowski, przyjmują możliwość wkładu Guagniniego jedynie pod względem językowym i erudycyjnym.